# 1731
Cette page concerne l'année 1731  du calendrier grégorien.
L'année 1731 est une année commune qui commence un lundi.

## Événements
- 28 janvier, Louisiane : reddition des Natchez à Sicily Island[1]. 427 Natchez sont faits prisonniers. En mai, 160 d’entre eux sont vendus comme esclaves et déportés à Saint-Domingue[2].

- 1er avril, Inde : victoire du peshwâ Bajirao Ier à Bhilupur, près de Dabhoi (Gujarat) sur Shambhuji II de Kolhâpur[3].
- 13 avril : traité entre Shambhuji II de Kolhâpur et le Chhatrapati Shahu. La rivière Warna devient la frontière entre les deux royaumes[3].

- 8 juin, Montréal : début de l’exploration de l’Ouest du Canada jusqu’aux Rocheuses par Pierre de La Verendrye et ses fils (1731-1739, 1742-1743)[4].
- 14 juin : création de la Compagnie suédoise des Indes orientales[5].
- 1er juillet : la Compagnie française des Indes occidentales, incapable de défendre la Louisiane, est rétrocédée au gouvernement royal[1].
- 23-27 juillet : une expédition chinoise contre les Dzoungars est détruite à Hoton Nor deux mois après avoir occupé Kobdo[6].

- Septembre : Joseph François Dupleix prend ses fonctions de directeur de Chandernagor et le reste jusqu'en 1741[7].

- Novembre : le khan de Dzoungarie Galdan Tseren envoie son oncle Tsering Dondub qui de Kobdo envahit le pays khalkha jusqu'au Kerulen et bat les Mandchous et les Khalkhas qui les soutiennent[8]. Il parvient jusqu’à Erdene Zuu, l’ancienne Karakorum, mais ne peut pas se maintenir.

### Europe
- 4 février : incendie du palais du Coudenberg à Bruxelles[9].
- 26 février : Louise Grimaldi, fille aînée du prince, devient princesse de Monaco. Son époux François-Léonor Gouyon de Matignon règne conjointement avec elle sous le nom de Jacques Ier Grimaldi[10].
- 3 mars[11] : le Parlement britannique abolit l'usage des langues autres que l'anglais devant les tribunaux.
- 16 mars : second traité de Vienne, assurant la paix en Europe en accord avec les souhaits de Fleury : à la mort du dernier duc Farnèse, la succession de Parme étant ouverte, le traité de Vienne permet l’occupation par les Espagnols de Parme, Plaisance et Livourne. La Grande-Bretagne reconnaît la Pragmatique Sanction moyennant la suppression définitive de la compagnie d'Ostende et à condition que Marie-Thérèse n’épouse pas un prince d’une grande maison européenne[12].
- 20 mars : Foggia est frappée par un violent séisme qui détruit plus du tiers des habitations[13].
- 5 mai : établissement du cadastre du Piémont[14].
- 22 juillet, Vienne : l’Espagne reconnaît la Pragmatique Sanction[12]. La Compagnie d'Ostende est dissoute[15].
- 25 juillet, Florence : convention de famille entre la maison de Médicis et le roi d'Espagne pour la succession du grand duc Jean-Gaston, qui désigne l’infant Don Carlos comme héritier[12].

- 9 août : les troupes impériales débarquent à Bastia en Corse à la demande de Gênes[16].
- 16 août : sanction de l’empereur sur la législation des corps de métiers élaborée par la Diète d'Empire[17].

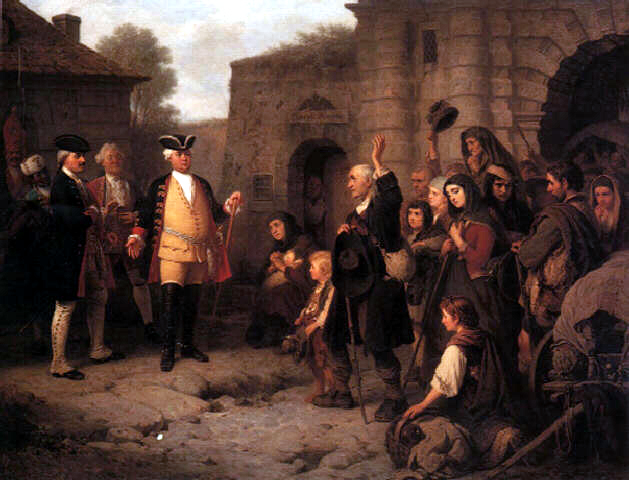
Frédéric-Guillaume Ier de Prusse accueille les réfugiés protestants expulsés de Salzbourg à Berlin et Leipzig le 30 avril 1732.

- 31 octobre : édit d'expulsion des Luthériens de Salzbourg[18]. Début de la « Grande émigration » de Salzbourg : 22 000 protestants (1/5° de la population) quittent la ville pour la Prusse-Orientale où ils s’établissent comme agriculteurs.

#### Russie
- 29 juillet : création du corps des cadets et suppression de l’école du soldat[19].
- 2 août : suppression du droit de douane protectionniste[20].
- 10 octobre : traité avec la petite horde kazakhe. Les Hordes kazakhs sont placées sous la protection des Russes (1731-1742)[21].
- 6 novembre (ou le 18 octobre/29 octobre[22]) : création officielle du Cabinet des ministres (trois membres), aux fonctions identiques à celle du Conseil suprême privé sous la direction d’Osterman[23].
- 28 décembre : manifeste d’Anna Ivanovna réglant sa succession, qu’elle réserve à la postérité de sa nièce, Anna Leopoldovna[24].

- Décret chargeant la noblesse du prélèvement de la capitation[22].

## Naissances en 1731
- 16 février : Marcello Bacciarelli, peintre italien († 5 janvier 1818).
- 19 février : Thomas Young, patriote pendant la guerre d'indépendance des États-Unis († 24 juin 1777).

- 28 mars : Ermenegildo Costantini, peintre baroque italien († 2 août 1791).

- 10 avril : Louis Joseph Watteau, peintre français († 27 août 1798).
- 12 mai[25] : Biagio Rebecca, peintre italien († 22 février 1808).
- 18 mai : José Camarón Boronat, peintre, dessinateur et graveur espagnol († 14 juillet 1803).

- 10 octobre : Henry Cavendish, physicien et chimiste britannique († 24 février 1810).

- 4 novembre : Marie-Josèphe, princesse de Saxe et de Pologne, Dauphine de France († 13 mars 1767).

- 23 ou  24 novembre : Jean Nicolas Grou, jésuite et écrivain français († 13 décembre 1803).

- 8 décembre :
  - Mariano Rossi, peintre italien († 4 octobre 1807).
  - Girolamo Tiraboschi, écrivain et historien de la littérature italien († 3 juin 1794).
- 19 décembre : Thomas Willing, financier et homme politique américain († 19 janvier 1821).

- Date précise inconnue : Margareta Christina Giers, peintre suédoise († 12 novembre 1796).

## Décès en 1731
- 27 janvier : Bartolomeo Cristofori, facteur d'instruments à clavier italien, facteur de clavecins et de clavicordes, généralement considéré comme l'inventeur du piano-forte (° 4 mai 1655).

- 3 mars : Philibert Lambert, poète français (° 4 août 1664).

- 4 avril : La comtesse Cornelia Bandi, morte d'une combustion humaine spontanée.
- 18 avril : Giovanna Fratellini, peintre italienne (° 1666).
- 26 avril : Daniel Defoe, écrivain anglais auteur de Robinson Crusoé (° vers 1660).

- 3 mai : Elizabeth Needham, mère maquerelle anglaise (° inconnu).

- 6 juin : Giovanni Odazzi, graveur et peintre italien (° 25 mars 1663).

- 15 septembre : Catherine Repond, suissesse étranglée puis brûlée à Fribourg pour hérésie (° 18 août 1663).

- 14 octobre : Johann Ferdinand Adam von Pernau, ornithologue autrichien (° 7 novembre 1660).
- 17 octobre : Talbot Yelverton, pair anglais, créé comte de Sussex en 1714 († 2 mai 1690).

- Date précise inconnue : Giovanni Camillo Sagrestani, peintre baroque italien de l'école florentine (° 1660).